# Ne mogu ti to oprostiti
Ne mogu ti to oprostiti je deseti studijski album hrvatskog glazbenika Siniše Vuce. Objavljen je 2007. u izdanju diskografske kuće Hit Records.

## Popis pjesama
1. Ne mogu ti to oprostiti 

2. Neka, neka 

3. Lagala (Brzo lete godine) 

4. Pijanica Ja Sam Postao (s Ivanom Vargom) 

5. Svirajte, pjevajte 

6. Jedina  

7. Zora sviće 

8. Zbog tebe (Umrijet ću ja) 

9. Jesen je 

10. Ne izlaziš iz glave 

11. Dalmatinac Kada Ljubi (s Tinom Luetić) 

12. Ostajen sam 